# Мария Гьоперт-Майер
Мария Гьоперт-Майер (на немски: Maria Göppert-Mayer; на английски: Maria Goeppert-Mayer) е германска физичка, лауреат на Нобелова награда за физика за 1963 година и втората жена след Мария Кюри, носител на тази награда.

## Биография
Родена е на 28 юни 1906 година в Катовице, Германия (днес Полша), в семейство на потомствени интелектуалци и учени. Нейният баща е професор и от съвсем малка я запознава със света на науката – води я по музеи, подарява ѝ тъмно стъкло за наблюдаване на слънцето, обяснява ѝ за вкаменелостите и фазите на Луната.
Мария Гьоперт завършва Гьотингенския университет. По-късно се жени за калифорниеца Джозеф Майер, също физик. Заедно заминават за Америка. По време на Втората световна война работи по едни от най-секретните проблеми на разработването на атомната бомба. По-късно в Чикаго тя открива слоестия модел на атомното ядро. Именно за тази си работа получава и Нобелова награда. От 1960 до края на живота си работи в Калифорнийския университет – Сан Диего.
Известният физик и неин ръководител Макс Борн и физикът Джеймс Франк са нейни почитатели.
Умира на 20 февруари 1972 година в Сан Диего на 65-годишна възраст.

## Произведения
- (в съавторство с Joseph Edward Mayer) Statistical Mechanics, Wiley, 1940
- (в съавторство с Johannes Hans Daniel Jensen)  Elementary theory of nuclear shell structure, Wiley, 1955